# 슈퍼 마리오브라더스
《슈퍼 마리오브라더스》는 닌텐도가 개발하고 배급한 아케이드용으로 출시된 《마리오브라더스》의 후속작이자 이후 탄생한 《슈퍼 마리오》 시리즈의 첫 번째 작품이다. 1985년 9월 13일 일본에서 처음 발매됐으며 북미 지역에선 1985년 10월 혹은 11월 중에 출시됐다. 1986년에 전세계 보급 아케이드 시스템 닌텐도 VS. 시스템으로 이식됐으며 1987년에는 유럽 지역에 출시됐다.
플레이어는 주인공 마리오, 혹은 2인용으로 시작할 시 루이지를 조종하며 악당 쿠파가 이끄는 군단이 점령한 버섯 왕국을 돌아다니며 피치 공주를 구출하는 것이 게임의 주목표이다. 게임 내 진행은 횡스크롤 형태의 스테이지에서 위험요소와 적들을 제거하거나 돌파하는 방식으로 이뤄진다. 때때로 마리오를 크게 하는 슈퍼버섯, 불꽃을 발사하게 하는 파이어플라워, 일시적으로 플레이어를 무적으로 만드는 스타같은 파워업을 획득해 플레이할 수 있다.
《슈퍼 마리오브라더스》는 미야모토 시게루와 데즈카 다카시가 공동으로 기획하고 개발한 작품으로, 그들이 패밀리 컴퓨터 출시 후 《데빌 월드》, 《익사이트바이크》와 《스파르탄 X》같이 3년간 참여한 게임들로부터 얻은 경험에서 착안해 제작하였다. 닌텐도가 이전에 발매한 《동키콩》과 《마리오브라더스》의 '플랫폼 운동 게임' 규칙을 개량하여 《슈퍼 마리오브라더스》에 접목해, 플랫폼 게임플레이의 튜토리얼 역할을 하는 첫 번째 스테이지 월드 1-1같은 요소들을 도입했다.
《슈퍼 마리오브라더스》은 발매 당시 정확한 조종감과 단순하면서도 능숙한 기술을 필요로 하는 깊은 게임플레이로 전폭적인 인기를 끌었다. 원작 패밀리 컴퓨터판은 전세계 판매량이 4024만 장을 기록해 상업적인 대성공을 거뒀다. 패밀리 컴퓨터와 함께 1987년 북미 콘솔 비디오 게임 시장의 위기 이후 비디오 게임 산업에 재활력을 불어넣은 중요 요인으로 꼽힌다. 마리오와 《슈퍼 마리오브라더스》는 대중문화의 선두주자가 됐다.

## 줄거리
버섯 왕국이 쿠파가 지휘하는 굼바나 엉금엉금 등 몬스터 군단에게 침략당하여 버섯 왕국의 공주인 피치 공주가 쿠파에게 납치당한다. 그리고 버섯 왕국 주민들을 벽돌이나 블록 등등 여러 가지 형태로 변환시킨다. 하지만 이 저주는 오직 피치공주만이 풀 수 있다. 배관공 형제인 마리오와 루이지는 피치를 구해내기 위해 쿠파가 이끄는 적들을 쓰러뜨리며, 쿠파가 있는 성으로 가서 피치를 구해낸다.

## 게임의 진행
게임에는 총 월드 8까지 있으며, 각 월드마다 스테이지는 4개씩 존재한다. 스테이지 3까지는 테마가 지상, 지하, 수중, 장애물 코스가 번갈아 가지만, 스테이지 4는 모두 성으로 고정되어 있다. 월드 1~7의 성에는 적이 쿠파로 변장한 '가짜 쿠파'가 상대하고, 버섯 왕국 주민인 '키노피오'를 구할 수 있다. 그 때마다 키노피오는 이 성에는 피치 공주가 없다고 한다. 월드 8의 성에는 진짜 쿠파와 상대를 하고, 이기면 피치 공주를 구할 수 있다.
그러기 위해 마리오(혹은 루이지)는 방해하는 쿠파의 부하, 즉 적을 쓰러뜨리고, 시간 내에 스테이지 끝에 있는 깃발을 잡으면, 그 스테이지를 클리어할 수 있고, 다음 스테이지로 갈 수 있다. 마리오는 점프로 적을 피하거나 없애고, 장애물을 넘는 액션을 구사할 수 있다. 토관에 들어가거나 줄기를 이용해 하늘 위로 올라가서 숨겨진 지역에 갈 수도 있다. 또한 각종 아이템을 먹고 파워 업을 할 수 있으며, 파워 업하면 조그마할 때 부술 수 없던 블록을 부술 수 있고, 불꽃을 이용해 '하잉바' 등 일부를 제외한 대부분의 적을 바로 없애는 등 진행이 쉬워진다. 슈퍼스타를 먹으면 '무적마리오'가 되어 대부분의 적을 닿기만 해도 쓰러뜨릴 수 있다.
마리오가 파워 업을 얻지 않은 '꼬마리오' 상태에서 적에게 부딪히면 목숨을 하나 잃고, 목숨을 잃으면 도전한 스테이지를 다시 진행해야 한다. 만약 파워 업한 상태면 꼬마리오 상태로 돌아간다. 낭떠러지에 떨어지거나 용암에 빠지면 아무리 파워업한 상태라도 바로 목숨을 잃는다. 시간이 다 되어서 죽어도 마찬가지다. 목숨을 모두 잃으면 게임 오버로 처음부터 다시 진행해야 한다.

## 하드 모드
피치 공주를 최초로 구하게 되면, 다시 월드 1-1로 돌아가서 처음부터 진행할 수 있게 된다. 이 때에는 '하드 모드'로 플레이를 할 수 있고, 특징은 모든 굼바가 '하잉바'로 변하게 되고, 적들의 움직임이 빨라진다. 그리고 움직이는 발판의 사이즈는 본래 사이즈의 60%로 줄어든다. 또한 BGM은 조금 더 빨라지고, 적을 쓰러뜨려도 점수가 나오질 않는다. 그러나 스토리는 보통 모드와 같고, 똑같이 마지막 스테이지까지 가서 피치 공주를 구할 수 있다.

## 캐릭터

### 마리오
1P 스타트 캐릭터.

### 루이지
2P 스타트 캐릭터. 마리오와 성능은 똑같다.

### 피치 공주
마리오(시리즈) 메인 히로인.
쿠파에 의해 납치당하며 쿠파를 쓰러뜨리면 구출할 수 있다. (벌써 37번째 납치되고 있다.)

### 쿠파
최종 보스. 1월드~7월드까지 가짜 쿠파를 만들어 상대하다가 8월드 마지막 스테이지에 플레이어를 직접 상대한다.

### 키노피오
버섯 왕국의 국민. 매 월드 마지막 스테이지에서 구출할 수 있다. 마리오의 친구다.

### 굼바
흔히 나오는 쿠파군단의 버섯들, 원래는 키노피오지만 쿠파의 저주를 받아 나쁘게 되었다.

### 엉금엉금
거북이 모양의 적. 지금의 2발과는 달리 4발이었으며, 만약 굼바가 줄줄이 있다면 엉금엉금을 2번 밟아서 쓰러트린다. 슈퍼 마리오 브라더스 때에는 엉금엉금이 아닌 거북님이 맞는 표현이다.

### 하잉바
거북이지만 엉금엉금과 달리 지금도 4발로 걸어 다니며, 검은색 등딱지다. 하드모드에서 굼바가 하잉바로 변한다.

### 뻐끔뻐끔
식인 꽃의 생김새를 한 적으로, 토관에서 서식한다.

### 징오징오
오징어의 형태를 가진 적으로, 플레이어를 따라오며 공격한다.

## List of Super Mario NES and Arcade Games
- Super Mario Bros. (1985)
- Donkey Kong (1985)
- Donkey Kong Jr. (1986)
- Mario Bros. (1987)
- Donkey Kong 3 (1987)
- Super Mario Sports (1988)

## 아이템
아이템은 마리오의 진행을 돕는 유용한 존재며, 스테이지 곳곳에 있다.
- 코인

매우 흔히 볼 수 있는 아이템. 100개를 모으면 1UP(마리오의 수가 하나 증가)할 수 있다.
- 슈퍼버섯

흔히 볼 수 있는 아이템이다. 특정 블록 또는 블록을 두드리면 출현하는데, 이를 획득하면 슈퍼마리오가 된다.
- 파이어플라워

흔히 볼 수 있는 아이템으로, 슈퍼마리오 상태일 때 특정 ?블록이나 블록을 두드리면 출현한다. 손에서 나오는 불꽃으로 적을 쓰러뜨린다.
- 슈퍼스타

보기 어려운 아이템이고, 특정 스테이지만 있다. 획득하면 제한 시간 동안 무적이 된다. 제한 시간이 끝나면 전모습으로 돌아간다.
쿠파조차 한방에 죽일 수 있다.
- 1UP 버섯

보기 어려운 아이템으로, 특정 스테이지나 코인을 100개얻으면 얻는다. 먹으면 마리오가 하나 더 추가된다.

## 버그 및 비기

### -1 스테이지
스테이지 1-2에서 파이프로 이동하는 통로로 간 후 마리오가 웅크린 상태에서 점프하면 넘어가지는 않지만, 위의 블록을 부수고 몇 번동안 웅크린 상태에서 점프를 하다 보면, 벽이 통과되면서 비밀 루트로 갈 수 있으며 첫 번째 파이프 (혹은 세 번째)에 들어가면 -1 스테이지를 할 수 있다. 다만, 7-2 스테이지가 이어져 있어 끝부분의 파이프에 들어가도 다시 7-2 스테이지로 돌아가며, 결국 죽을 때까지 물 속을 헤쳐야 하기 때문이다. 패미컴 디스크 시스템판에서는 -2, -3 스테이지가 존재하나, -3 스테이지를 클리어하면 1회차를 클리어 한 것으로 간주하고 바로 2회차로 넘어올 수 있다. 앵그리 비디오 게임 너드의 게임 오류 편에서도 이를 다룬 바 있다.
다만, 슈퍼 마리오 컬렉션판에서는 이것을 이용하여 첫번째 파이프로 들어가면 버그가 수정되어있기에 4-1 스테이지로 워프된다.

### 등껍질을 이용한 1UP 비기
엉금엉금 껍질을 밟거나,스타로 적을 쓰러뜨리거나(리메이크판) 적을 밟을 경우 점수가 계속 오르다가 보너스가 나오며, 3-1, 5-2, 6-2, 7-1, 8-2에서 이를 응용한 비기가 있다. 클리어 지점 (깃대)로 가는 끝 부분의 계단 구간 같은 경우 엉금엉금의 등껍질과 약간 겹친 상태에서 점프할 경우 점수가 오르다가 1UP 보너스를 계속 얻을 수 있다. 하지만 이 것을 과용할 경우 8비트 하드웨어에서 오버플로가 발생하는데 8비트 하드웨어 특성상 127을 초과한 상태에서 한번만 죽어도 게임 오버가 된다. 2회차에서는 굼바가 하잉바로 바뀌기 때문에 이걸 이용해서 비기를 쓸 수 있다. 슈퍼 마리오브라더스 더 로스트 레벨즈에서는 1-1 스테이지에서 엉금엉금의 빨간색 등딱지를 이용한 1UP 비기가 존재한다. 이후 뉴 슈퍼 마리오브라더스 시리즈에서도 이를 차용하기도 했다.

### 2인 플레이를 이용한 1UP 비기
2회차에서 발견된 비기로 2인 플레이로 진행하는데 마리오가 1-2에서 시작 지점에서 죽은 뒤 루이지가 5-2까지 진행한 후, 중간에 콩나무를 나오게 한 다음 탄 상태에서 해머브러스의 망치를 맞고 죽으면, 마리오인 상태에서 1-2를 진행하는 순간 땅에서 콩나무가 솟아오르는데 하잉바를 계속 밟으면 1UP 보너스를 계속 얻을 수 있다.

## 재발매
- 패미컴 디스크 시스템판 (1986)
- 아케이드 VS. 시스템판 《VS. 슈퍼 마리오브라더스》 (1986): 일부 레벨이 원작보다 어려운 레벨로 변경되었으며, 해당 레벨들은 슈퍼 마리오브라더스 더 로스트 레벨즈에 재사용되었다.
- 올 나이트 닛폰 슈퍼 마리오브라더스 (1986)
- 슈퍼 마리오브라더스 스페셜 (NEC PC-8801, 1986)
- 슈퍼 마리오 컬렉션 (SFC, 1993)
  - 슈퍼 마리오 25주년 스페셜 에디션 (Wii, 2010)
- 슈퍼 마리오브라더스 DX (GBC, 1999)
- 동물의 숲+ (GCN)에서 플레이 가능한 패미컴 게임 중 하나
- 패미컴 미니: 슈퍼 마리오브라더스 (GBA, 2004)
- 버추얼 콘솔 (Wii, 3DS, Wii U)
- 패미컴 리믹스 2(Wii U, 2014)에서 플레이 가능한 '슈퍼 루이지브라더스'. 원작과 다르게 루이지가 주인공이며, 오른쪽에서 왼쪽으로 진행한다.
- 패미컴 리믹스 베스트 초이스(3DS, 2014)에서 플레이 가능한 '스피드 마리오브라더스'. 게임을 '빨리 감기'한 듯이 게임의 모든 측면이 원작보다 빠르게 진행된다.
- 닌텐도 스위치 온라인 (Switch)
- 슈퍼 마리오브라더스 35 (Switch, 2020)

## 평가
| 평론 점수            | 평론 점수 | 평론 점수 |
| 평론사               | 점수      | 점수      |
| 평론사               | Arcade    | NES       |
| -------------------- | --------- | --------- |
| ACE                  |           | 955/1000  |
| CVG                  | 긍정적    | 95%       |
| Computer Entertainer |           | [ 4 ]     |
| Top Score            | 긍정적    | [ 6 ]     |

| 수상                          | 수상                    |
| 평론사                        | 수상                    |
| ----------------------------- | ----------------------- |
| Amusement Players Association | Best Video Game of 1986 |

| 평론 점수 평론사 점수 3DS Arcade GBA GBC NES Wii Wii U 올게임 [ 9 ] [ 10 ] [ 11 ] [ 12 ] [ 13 ] [ 14 ] 게임스팟 8.3/10 [ 15 ] IGN 9/10 [ 16 ] 닌텐도 라이프 [ 17 ] 포켓 게이머 [ 18 ] 통합 점수 게임랭킹스 80% [ 19 ] 93% [ 20 ] 86% [ 21 ] 메타크리틱 84/100 [ 22 ] |        |        |        |      |        |        |        |
| 평론 점수 |        |        |        |      |        |        |        |
| 평론사 | 점수   | 점수   | 점수   | 점수 | 점수   | 점수   | 점수   |
| 평론사 | 3DS    | Arcade | GBA    | GBC  | NES    | Wii    | Wii U  |
| 올게임 | [ 9 ]  | [ 10 ] | [ 11 ] |      | [ 12 ] | [ 13 ] | [ 14 ] |
| 게임스팟 |        |        |        |      |        | 8.3/10 |        |
| IGN |        |        |        |      |        | 9/10   |        |
| 닌텐도 라이프 |        |        |        |      |        |        | [ 17 ] |
| 포켓 게이머 | [ 18 ] |        |        |      |        |        |        |
| 통합 점수 |        |        |        |      |        |        |        |
| 게임랭킹스 |        |        | 80%    | 93%  | 86%    |        |        |
| 메타크리틱 |        |        | 84/100 |      |        |        |        |

### 내용주
1. ↑  일본어: スーパーマリオブラザーズ 스파 마리오 브라자즈[*], 영어: Super Mario Bros. 슈퍼 마리오브라더스[*]
2. ↑  문구가 뜨기 전에 두 번째 파이프로 이동하면, 5-1로 워프되는데 첫 번째 혹은 세 번째 파이프로 들어가면 -1로 보인다. 원래는 36-1이나 36이 투명한 타일이기 때문이다.

### 참조주
1. ↑  “Console Wars” (PDF). 《ACE》. 26 (November 1989)호. October 1989. 144쪽. 2021년 6월 10일에 원본 문서 (PDF)에서 보존된 문서. 2021년 6월 10일에 확인함.
2. ↑  Edgeley, Clare (1986년 2월 16일). “Arcade Action: Arcade Show '86”. 《Computer and Video Games》. 53 (March 1986)호 (United Kingdom: EMAP). 82–83 (83)쪽. 2021년 4월 11일에 원본 문서에서 보존된 문서. 2021년 3월 29일에 확인함.
3. ↑  “Complete Games Guide” (PDF). 《Computer and Video Games》 (Complete Guide to Consoles): 46–77. 1989년 10월 16일. 2021년 6월 11일에 원본 문서 (PDF)에서 보존된 문서. 2021년 8월 8일에 확인함.
4. ↑  “The Video Game Update: Super Mario Bros.” (PDF). 《Computer Entertainer》 5 (3): 12. June 1986. 2021년 5월 16일에 원본 문서 (PDF)에서 보존된 문서. 2021년 3월 29일에 확인함.
5. ↑  “Strategy Session: How to Master Vs. Super Mario Bros.”. 《Top Score》 (Amusement Players Association). Fall 1986.
6. ↑  “Two Pick-Hits for the Nintendo Entertainment System”. 《Top Score》 (Amusement Players Association). Winter 1987.
7. ↑  “Amusement Players Association's Players Choice Awards”. 《Top Score》 (Amusement Players Association). Winter 1987.
8. ↑  Horowitz, Ken (2020년 7월 30일). 《Beyond Donkey Kong: A History of Nintendo Arcade Games》. McFarland & Company. 156쪽. ISBN 978-1-4766-4176-8. 2021년 4월 30일에 원본 문서에서 보존된 문서. 2021년 4월 2일에 확인함.
9. ↑  “Super Mario Bros. [Virtual Console] - Overview (Nintendo 3DS)”. 《AllGame》. 2014년 11월 14일에 원본 문서에서 보존된 문서. 2021년 8월 9일에 확인함.
10. ↑  “Super Mario Bros. [PlayChoice] - Overview (Arcade)”. 《AllGame》. 2014년 11월 14일에 원본 문서에서 보존된 문서. 2021년 8월 9일에 확인함.
11. ↑  “Super Mario Bros. [Classic NES Series] - Overview (Game Boy Advance)”. 《AllGame》. 2014년 11월 14일에 원본 문서에서 보존된 문서. 2021년 8월 9일에 확인함.
12. ↑  Smith, Geoffrey Douglas. “Super Mario Bros – Review”. 《Allgame》. 2014년 11월 14일에 원본 문서에서 보존된 문서. 2012년 12월 6일에 확인함.
13. ↑  “Super Mario Bros. [Virtual Console] - Overview (Wii)”. 《AllGame》. 2014년 11월 14일에 원본 문서에서 보존된 문서. 2021년 8월 9일에 확인함.
14. ↑  “Super Mario Bros. [Virtual Console] - Overview (Wii U)”. 《AllGame》. 2014년 11월 14일에 원본 문서에서 보존된 문서. 2021년 8월 9일에 확인함.
15. ↑  Gerstmann, Jeff. “Super Mario Bros Review”. 《GameSpot》. 2013년 3월 26일에 원본 문서에서 보존된 문서. 2015년 5월 5일에 확인함.
16. ↑  Birnbaum, Mark (2007년 3월 6일). “Super Mario Bros. VC Review”. 《IGN》 (영어). 2021년 6월 27일에 원본 문서에서 보존된 문서. 2021년 8월 9일에 확인함.
17. ↑  Reed, Philip J. (2013년 9월 13일). “Review: Super Mario Bros. (Wii U eShop / NES)”. 《Nintendo Life》. 2020년 10월 19일에 원본 문서에서 보존된 문서. 2021년 8월 9일에 확인함.
18. ↑  Willington, Peter (2012년 5월 9일). “Super Mario Bros.”. 《Pocket Gamer》 (영어). 2021년 8월 9일에 원본 문서에서 보존된 문서. 2021년 8월 9일에 확인함.
19. ↑  “Classic NES Series: Super Mario Bros. for Game Boy Advance”. 《GameRankings》. 2019년 12월 9일에 원본 문서에서 보존된 문서. 2020년 12월 28일에 확인함.
20. ↑  “Super Mario Bros. Deluxe for Game Boy Color”. 《GameRankings》. 2019년 12월 9일에 원본 문서에서 보존된 문서. 2020년 12월 28일에 확인함.
21. ↑  “Super Mario Bros. for NES”. 《GameRankings》. 2019년 12월 9일에 원본 문서에서 보존된 문서. 2020년 12월 28일에 확인함.
22. ↑  “Classic NES Series: Super Mario Bros. Critic Reviews for Game Boy Advance”. 《Metacritic》. 2018년 2월 7일에 원본 문서에서 보존된 문서. 2018년 2월 6일에 확인함.